# Ramonda serbica
Ramonda serbica är en tvåhjärtbladig växtart som beskrevs av Pancic. Ramonda serbica ingår i släktet Ramonda och familjen Gesneriaceae. Inga underarter finns listade i Catalogue of Life.

## Bildgalleri

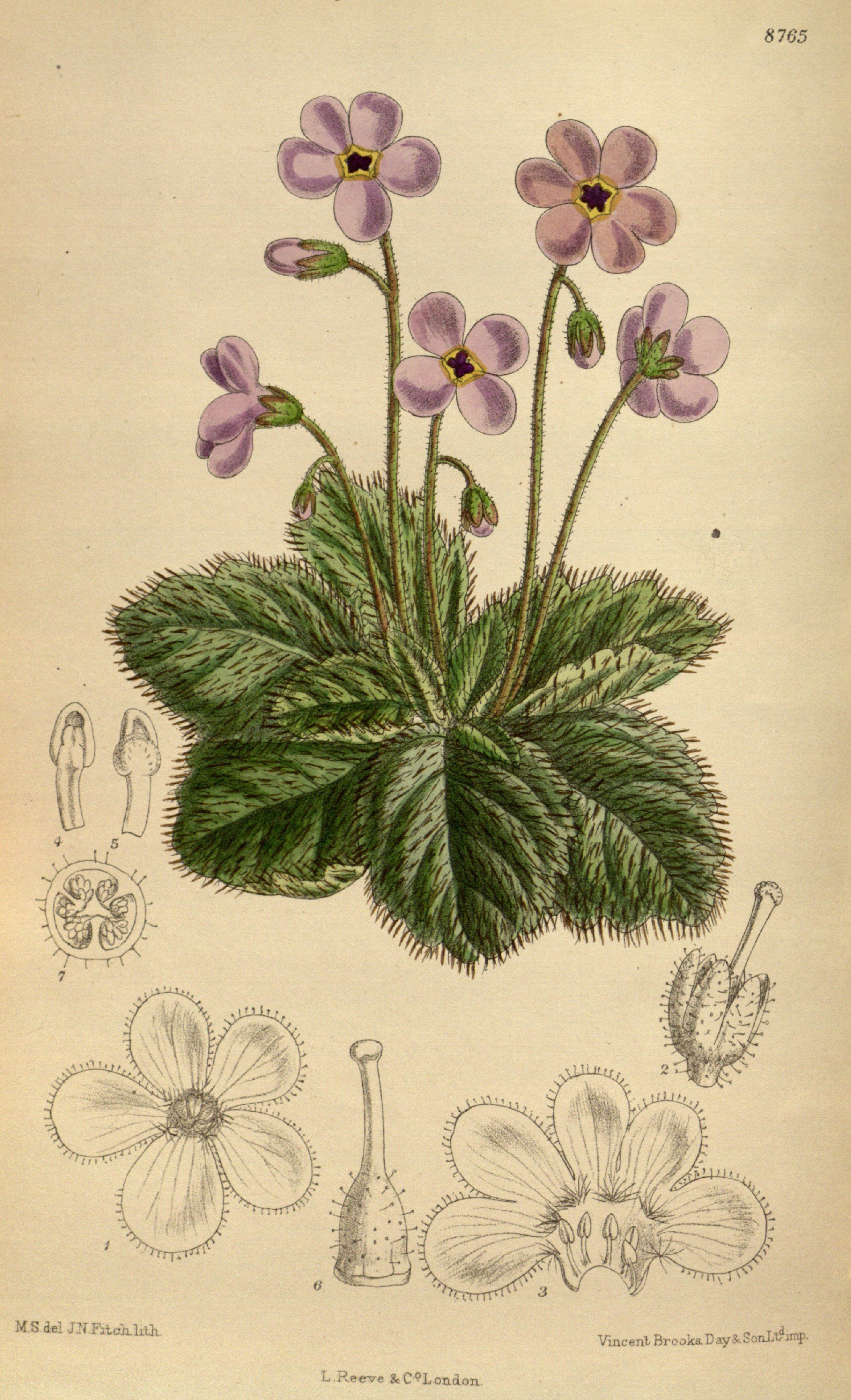